# Glaucocharis molleri
Glaucocharis molleri là một loài bướm đêm trong họ Crambidae.